# 苏州城建环保学院
苏州城建环保学院是由国家环境保护局投资兴建的学院，后来合并为江苏省和国家环保局共同领导的大学，是中国唯一一所专门培养环保管理和技术人员的大学。位于苏州市北郊。学院已于2001年9月与苏州铁道师范学院合并为苏州科技学院。本院已不存在。